# Austroleptis multimaculata
Austroleptis multimaculata är en tvåvingeart som beskrevs av Hardy 1920. Austroleptis multimaculata ingår i släktet Austroleptis och familjen Austroleptidae.
Artens utbredningsområde är Tasmanien. Inga underarter finns listade i Catalogue of Life.